# Ханс ван Стенвинкел-младши
Ханс Ван Стенвинкел-младши (на датски: Hans van Steenwinckel den yngre, 24 юни 1587 г. – 6 август 1639 г.) е датско-фландийски архитект, който специализира в холадски ренесанс, типичен за престижните сгради в Дания през първата половина на 17 век. Заедно със своя брат Лоренц ван Стеенвинкел, работи върху амбициозните строителни проекти на крал Кристиан IV Датски.
Син е на Ханс ван Стеенвинкел-старши и баща на Ханс ван Стеенвинкел-младши и вероятно на Олуф ван Стеенвинкел.

## Кариера
Ханс и Лоренц Ван Стенвинкел са синове на строителя и каменоделец Ханс ван Стеенвнкел-старши, който е роден в Антверпен, но се мести в Дания през 1576 г. за да работи над замъка Кронбо. Така той става любим архитект на Фредерик II Датски. Естествено е семейството да продължи работата на баща си, затова Ханс и Лоренз Ван Стенвинкел заминават за Нидерландия за да учат архитектура и каменоделство.
Когато се връщат в Дания, двата братя работят в повечето големи проекти на Кристиан IV, през първото десетилетие на 17 век. Не е известно с какво са се занимавали със сигурност. Често много хора са участвали в проектирането на сграда, заради дългата продължителност на строителството, от започване на работата по сградата до завършването и, като по това време удължаването на строителния процес е било нормално. По това време много от големите престижни сгради не са статични конструкции а по-скоро за тях са обичайни множество разширения и реконструкции, развивани постепенно през годините.
Ентусиазмът на крал Кристиан IV е също така видим, по активната му работа по проектиране на по-големите сгради. За тази цел, кралят е принуждавал неговите съветници да пазят в тайна, кой е архитектът на сградите, за да запази авторството на сградите за себе си.
В началото на своята кариера Ханс Ван Стенвинкел работи основно, като скулптор. Негови творби от това време могат да се видят в замъците Корнбор и Фредериксбо. Негова е заслугата за осмоъгълната кула в Росенбор.
След смъртта на брат си Лоренц през 1619 г. Ханс е посочен за новия кралски майстор той поема проектите, които се строят, като църквата Кристиан IV, катедралата Роскилде, която е в строеж от 1613 г. и започната борса в Копенхаген.
С комплекса Тринитатис, който включва Рундстарн и Тринитатис, той променя стила си в нидерландски барок, като изоставя нидерландския ренесанс, който до този момент в кариерата му е синоним на името му. Този проект не е завършен преди смъртта му през 1639.